# Atlantis (eiland)
Atlantis (Oudgrieks: Ἀτλαντίς, eiland van Atlas) is een mythisch eilandenrijk waarvan de historiciteit onduidelijk is. Atlantis werd voor het eerst vermeld in Plato's dialogen Timaeus en Critias. Door een grootschalige catastrofe zou dit rijk rond 9600 v. Chr. plotseling zijn verdwenen.

## Klassieke bronnen

### Plato

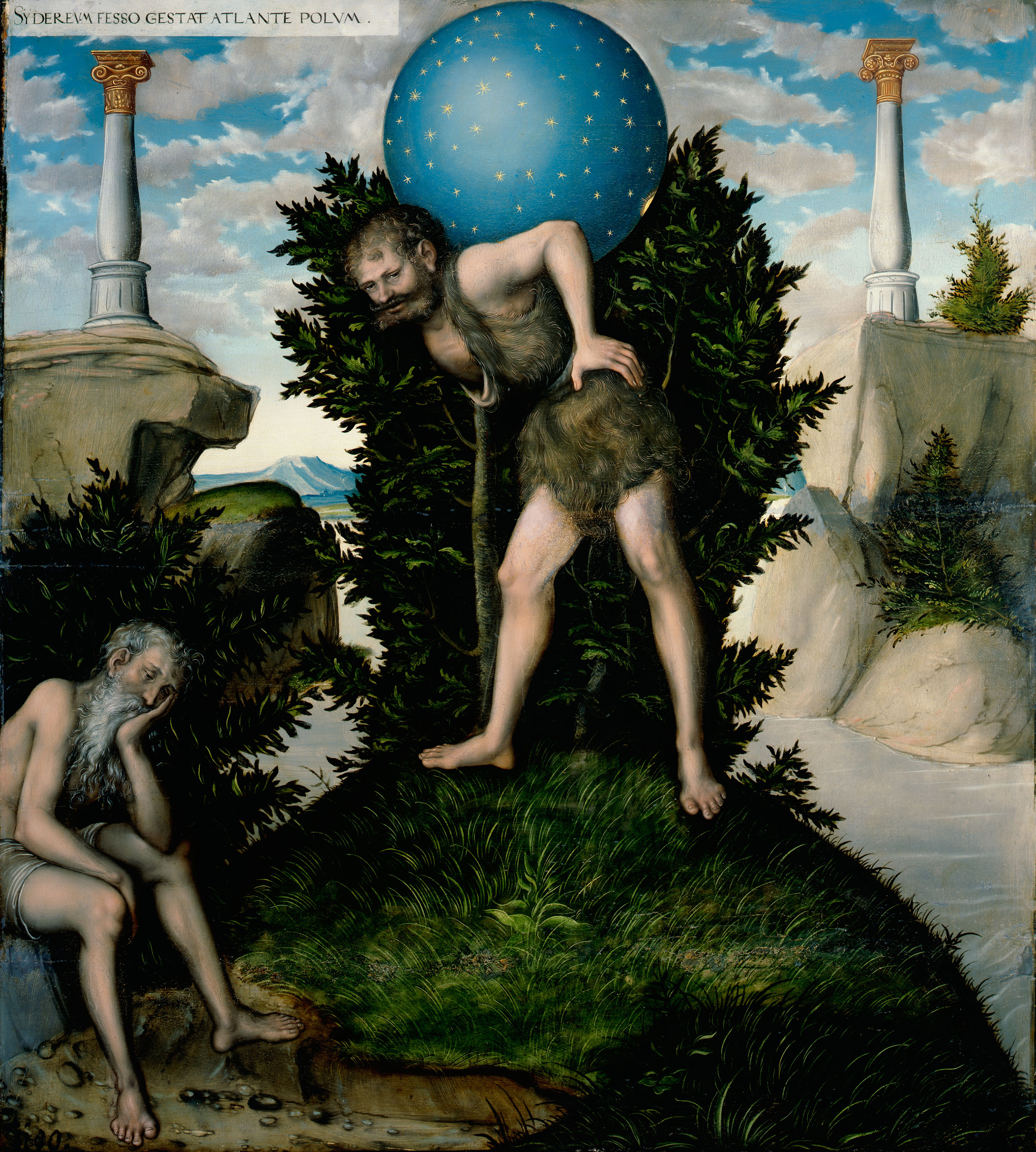
Atlas (oude man links) en Hercules, tussen zijn Zuilen van Hercules, schilderij van Lucas Cranach de Oudere, na 1537. Volgens Plato heersten Atlas en zijn negen broers als eersten over Atlantis.

Plato's beschrijving van een mythisch eiland lijkt op verhalen die over de hele wereld voorkomen, over een aards paradijs dat ten onder gaat aan natuurrampen, zoals aardbevingen of een zondvloed. Sommigen denken dat Plato geïnspireerd was door de vulkanische gebeurtenissen op het eiland Santorini (Thera) omstreeks 1600 v.Chr. Anderen veronderstellen dat hij door de verwoesting van Helike in 373 v.Chr. of de mislukte Atheense expeditie naar Sicilië in 415–413 v.Chr. zijn inspiratie voor Atlantis kreeg. Omdat Plato de verwoesting van Atlantis in verband brengt met de vloed van Deucalion wordt ook wel verondersteld dat hij zich liet inspireren door een zondvloedverhaal. 
Volgens Plato's dialogen zelf waren Egyptische priesters van Saïs de inspiratiebron voor Solons verhaal. Solon was een verwant en vriend van Dropides, de overgrootvader van zowel de oligarch Critias als Plato. Critias was een neef van Plato's moeder. Critias bewaarde aantekeningen, waarin Egyptische namen in het verhaal naar het Grieks waren overgezet.
De Egyptische priesters begonnen hun verhaal over Atlantis met de mythe van Phaëton, de zonnezoon die met de zonnewagen op de aarde afkoerste, door Zeus met een bliksem uit de hemel werd geschoten en met fragmenten van het zonnewagenwrak op aarde neerstortte: "Eens zou Faethon de wagen van zijn vader hebben ingespannen maar hij kon die niet in diens baan houden: daardoor vloog alles op aarde in brand terwijl hij zelf door de bliksem omkwam. Zo verteld lijkt dit een legende, maar het is een feit dat de hemellichamen die rond de aarde draaien van hun baan afwijken waardoor met grote tussenpozen alles op aarde in een zee van vuur ondergaat" (Timaios, 22C).
Volgens Plato hadden Atlantische koningen macht over delen van het continent aan de overzijde van de Atlantische Oceaan.

### Herodotus
Plato heeft het woord 'Atlantisch' niet verzonnen. De geschiedschrijver Herodotos (ca. 485 - tussen 425/420 v.Chr.), die éérder schreef dan Plato (ca. 427 - 347 v. Chr.), vertelde in zijn Historiën al over een 'Atlantische' zee voorbij de Zuilen van Hercules (I, 203), de berg Atlas de 'Hemelzuil' in 'Libya' en de bewoners daar, die naar de berg 'Atlantes' werden genoemd (IV, 184). Vóór Herodotus schreef Anaximander (ca. 610-ca. 546 v. Chr.) van Miletus, die een 'eerste' wereldkaart maakte (tussen 580 en 570 v. Chr.), al over de Atlantische Oceaan.
Oudere schrijvers als Homeros (8e eeuw) en Hesiodos (8e/7e eeuw) bedoelden met de berg Atlas de Piek van Tenerife, een van de Canarische eilanden. Zij hadden die kennis van Phoenicische bronnen.
Herodotus noemde ook het eiland Erytheia (van erythos, rood), voorbij de Zuilen van Hercules, in de Oceaan, bij Gades (Cadiz), waar de reus Geryon woonde (Boek IV,8). Heracles nam volgens de Griekse mythologie Geryons koeien mee en trok oostwaarts naar Scythia.

### Proclus
De neoplatonische filosoof Proclus (412-485) vermeldde in zijn Commentaar op Plato's Timaeus de geograaf Marcellus (mogelijk ca. 100 v.Chr.), die een Aethiopica, een geschiedenis over Ethiopische zaken, had geschreven. Marcellus zou in zijn Aethiopica zeven eilanden in de buitenzee hebben genoemd, gewijd aan Persephone en drie andere grote eilanden: een gewijd aan Pluto, de ander aan Ammon en de derde, tussen hen in, aan Poseidon (200 km lang). De bewoners hielden de herinnering van hun voorouders in stand over het grootste eiland, Poseidons heilige eiland, dat vele cycli lang heer was over alle eilanden in de Atlantische Oceaan.

### Meropis van Theopompus
In Filippika van Theopompus' (4e eeuw v. Chr.) – overgeleverd via Aelianus – komt een verhaal over een ander groot en mysterieus eiland voor, Meropis. Dit wordt wel gezien als parodie op Plato's Atlantis. Meropis zou een continent zijn met twee landen, bewoond door twee rassen, een strijdbaar, oorlogszuchtig ras en een vroom, meditatief ingesteld ras, gesymboliseerd door twee steden. De vrome stad werd door goden bezocht, de oorlogszuchtige stad door wezens, die alleen door steen of hout konden worden verwond.

## Atlantis volgens Plato
De Griekse filosoof Plato (427-347 v.Chr.) was, zover als nu bekend is, de eerste die over Atlantis schreef. De Timaios en Kritias zijn mogelijk Plato's laatste werken, 'een soort literair testament. Sommigen nemen zelfs aan dat de dood hem overviel toen hij aan de Kritias schreef. (..) Menigeen oppert dat het geheel een trilogie had moeten worden, met als derde deel Hermokrates. Er wordt immers ook een toespraak van Hermokrates aangekondigd, en die blijft uit.'
In een van zijn dialogen, vertelt het personage Critias dat zijn grootvader Critias het verhaal over Atlantis, via zijn vader Dropides, van de grote Solon (638–558 v.Chr.), een van de zeven wijzen, vernomen zou hebben. Dropides was een verwant en goede vriend van Solon. Critias vertelt er verder over in de Critias. Hoe het land eruitzag, is door Plato bij monde van deze Critias in detail beschreven. Onder andere was er op het eiland een tempel gewijd aan de god Poseidon, de god van de zee. Het eiland Atlantis lag buiten de Middellandse Zee, dus nog verder dan de Zuilen van Hercules (de Straat van Gibraltar).
In zijn Timaeus (20D-25D) en vooral in Critias (108E-121C) vertelt Plato uitgebreid over een eiland, "groter dan Noord-Afrika en Klein-Azië bij elkaar", waarvan de bevolking in overvloed en weelde leefde, zo'n 11.600 jaar geleden. Poseidon had Atlantis geloot om er over te heersen. Hephaistos en Athena leidden de Griekse staat. Het erechtheion was in de stad Athene voor hun zoon Erechtheus opgericht.
"(..) voor (..) de Zuilen van Hercules (..) lag een eiland. Vanaf dat eiland (..) kon de reiziger van toen oversteken naar de andere eilanden. En vanaf die eilanden kon je heel het tegenovergelegen continent bereiken waar die oceaan ophield. (..) dáár heb je een echte oceaan en het vasteland dat hem omsluit verdient in elk opzicht zonder meer de naam continent. (..) Zij [de koningen] beheersten heel het eiland [Atlantis], vele andere eilanden en delen van het continent."
Tijdens een bezoek aan Egypte zou Solon in de stad Saïs een oude priester ontmoet hebben, die hem uitvoerig vertelde over de overwinning van de Grieken op "een machtig leger dat, vanuit een ver punt in de Atlantische Oceaan, oprukte om Europa te veroveren. De indringers kwamen van een eiland Atlantis, buiten de Zuilen van Hercules" (de huidige Straat van Gibraltar).
"(..) ze hadden het voor het zeggen in Libië tot aan Egypte toe en in Europa tot Tyrrhenië (Italië)."

### Athene
De Grieken, die de Atlantiërs overwonnen, waren verre voorouders van de Grieken uit Solons tijd. De stad Athene zou al vóór de ondergang van Atlantis zijn gesticht en duizend jaar ouder zijn dan de Egyptische zusterstad Saïs. En Saïs bestond al 8000 jaar, vertelde de Egyptische priester aan Solon. Beide steden werden door Athena-Neith gegrondvest. Athene zou dus gesticht zijn rond 9600 v.Chr. (10e millennium v.Chr.) en zo oud zijn als Göbekli Tepe (Turkije) en Oud-Jericho ('de oudste stad ter wereld', Palestina). 
Het land van Athene werd toen begrensd door de Isthmos, aan de landzijde door de toppen van de Kithairon en Parnes, aan de rechterkant door de Oropos en aan de linkerkant bij de zee door de Asopos.
Door vele grote overstromingen in negenduizend jaar spoelde vruchtbare grond van de hogere delen van de stad in de diepte van de zee. 
"Al het vette en zachte van de grond is rondom weggespoeld, waardoor alleen het magere lichaam van het land overbleef. (..) "
Ook de Akropolis was ooit met aarde overdekt. 
"Eerder, in de voorafgaande periode, liep de Akropolis naar beneden door tot de Eridanos en de Ilissos, ze omvatte de Pnyx, en werd aan de andere kant daarvan begrensd door de Lykabettos. Ze was helemaal met aarde bedekt en van boven vrijwel overal vlak."
In de bergen waren bossen. De grond hield het regenwater vast in een afgesloten kleilaag.
"Zelfs vandaag nog bewijzen de heiligdommen die bij vroegere bronnen zijn bewaard dat de verhalen van nu over het oude land waar zijn."
Twintigduizend krijgers, zowel mannen als vrouwen, bewoonden de top van de Akropolis, rondom de 'tempel van Athena en Hefaistos'.   Op de Akropolis was een bron, maar die is door de aardbevingen verstopt geraakt. Ze bouwden een muur rond hun buurt. De krijgers voerden de beroemde staat Athene aan. Zij behaalden de overwinning. Griekse helden uit die tijd waren: Kekrops, Erechtheus, Erichthonios en Erysichthon. De ramp, die Atlantis wegvaagde, was de derde vóór de Vloed van Deucalion.
"Maar in later tijd waren er zware aardbevingen en overstromingen. Er kwam één gruwelijke dag en nacht waarop jullie complete strijdmacht door de aarde werd verzwolgen, terwijl tegelijk het eiland Atlantis door de zee werd verzwolgen en verdween."

### Hoofdstad van Atlantis

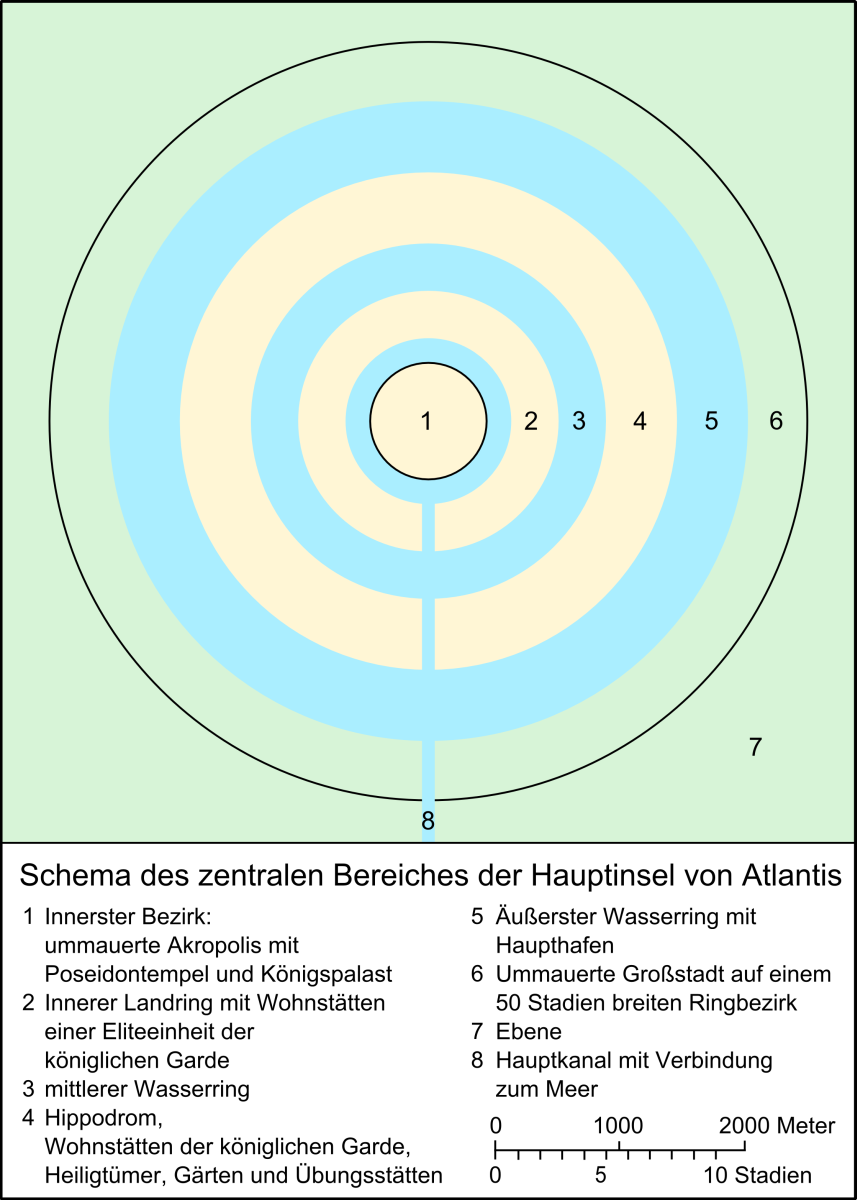
Geometrisch schema van de hoofdstad van Atlantis: 1. de Citadel, ommuurde Akropolis met de 'Tempel van Poseidon en Cleito', 'Tempel van Poseidon' en het koninklijk paleis, 1 kilometer middellijn; 2. Binnenste landring met woonhuizen van de elite-eenheid van de koninklijke garde, 400 meter breed; 3. middelste waterring, 400 meter breed; 4. Hippodroom (paardenracebaan), woonhuizen van de koninklijke garde, heiligdommen, tuinen en oefenterreinen, 600 meter breed; 5. buitenste waterring met hoofdhaven, 600 meter breed; 6. ommuurde stad, 10 kilometer breed, de muur begon aan zee; 7. Vlakte; 8. Hoofdkanaal met verbinding naar zee, 100 meter breed, 10 kilometer lang

Plato introduceert het verhaal over Atlantis' macht en ondergang in de dialoog Timaeus. Daarin vertelt het personage Critias hoe dit rijk omstreeks 9600 v.Chr. door een wereldwijde catastrofe, een soort zondvloed, zou zijn weggevaagd.
Het hele gebied lag 'erg hoog en steil boven zee'. Rond de stad was één grote vlakte. Over de omringende bergen werd indertijd veel lof gezongen: 'Zo veel! Zo hoog! Zo mooi! Ze zouden alles overtreffen wat we tegenwoordig hebben.' In de bergen waren dorpen met veel mensen, rivieren, meren, weiden en bossen.
Een langwerpige, vierhoekige vlakte, 'zeshonderd kilometer in de lengte, en vanaf de zee landinwaarts gemeten in het midden vierhonderd kilometer breed (..) naar het zuiden toegekeerd', strekte zich aan de zeekant uit naar het midden van het eiland.
'Nabij die vlakte, nog meer naar het midden toe, zo'n 10 kilometer verderop, had je een berg die nergens hoog was.'
Daar woonden de ouders van Cleito, de stammoeder van de Atlantiërs. Poseidon versterkte 'de heuvel waarop ze woonde' door ringen aan te leggen 'twee van aarde, drie van zee'. 
Om de vlakte was een kanaal gegraven, 30 meter diep, 200 meter breed (1 stadium), 2000 kilometer (10.000 stadia) lang! De vlakte was door rechte grachten doorsneden, 20 kilometer van elkaar, met schuine dwarsverbindingen.
Het land was rijk aan delfstoffen en metalen, waaronder orichalcum ('bergkoper'). Het land was rijk aan voedsel en er waren veel dieren, waaronder olifanten en paarden. Het land had ook een rijke flora, waaronder 'de helemaal houtachtige vrucht die spijs, drank en zalfolie oplevert'. Volgens Donnelly zou het hier om de kokosnoot gaan. Er werd met rode, zwarte en witte stenen gebouwd.  
In de onvoltooide dialoog Critias geeft Plato een zeer gedetailleerde beschrijving van het centrum van het machtige Atlantis-rijk:
'De oude hoofdstad was rijk aan natuurlijke bronnen en er was voedsel in overvloed. Hoge bergen boden beschutting tegen de noordenwind en over de weiden zwierven dieren zoals olifanten en paarden, die dronken uit meren en rivieren. Er regeerden tien koningen over dit paradijselijke eiland en de bewoners leefden er in volmaakte harmonie'.
Volgens Plato was de oude hoofd- en havenstad van Atlantis een streng geometrisch uitgebouwd systeem van concentrische cirkels met om beurten een ommuurd eiland en een kanaal, met een totale diameter van 22,5 km. Op het cirkelvormige centrale eiland (5 stadia of 1 kilometer in middellijn) waren er sportterreinen, het koninklijk paleis en een tempel, gewijd aan de zeegod Poseidon, beschermgod van de stad. De tempel van Poseidon maakte 'niet helemaal een Griekse indruk.' Het hoofdeiland was helemaal ingesloten door een cirkelvormig kanaal, 190-200 meter breed (1 stadium). Daaromheen was opnieuw een ringvormig eiland, 380-400 meter breed (2 stadia), met een paardenrenbaan (1 stadium breed), een kazerne en een grote binnenhaven. Het was gescheiden van de derde buitenste landring door een even breed kanaal (3 stadia). De buitenmuur lag op een afstand van 10 kilometer (50 stadia) van de grootste zone (ring): 'Als je door de drie buitenhavens ging, kwam je bij een ronde muur die in zee begon en overal 10 kilometer van de grootste ring en de haven af lag. Het begin én het einde van de muur lagen bij de monding van het kanaal dat naar zee leidde.' Aan één kant liep een kanaal van tien kilometer lang, rechtstreeks van de zee 'naar de buitenste ring' door dit geometrische complex, tot een binnenhaven in het centrum. 
Het eiland was verdeeld in zestigduizend districten, elk twee bij twee kilometer groot met een eigen leider. Een leider zorgde voor 1/6 deel van een oorlogskar, waarvan er dus tienduizend waren. De leider leverde twee paarden en berijders, een 'wagenloos tweespan met een strijder die een klein schild droeg' en een menner, twee infanteristen, twee boogschutters, twee slingeraars, drie lichtbewapende stenengooiers en speerwerpers en 'vier matrozen om twaalfhonderd schepen te bemannen'. In de negen andere staten was het leger anders georganiseerd.

### Poseidon en zijn tien zonen
Poseidon huwde Kleito, de dochter van Euenor en Leukippe. Haar ouders waren gestorven. Poseidon bouwde op de heuvel waar Kleito woonde de hoofdstad van Atlantis. Ze kregen tien kinderen (vijf tweelingen): Atlas en Gadeiros (Eumelos), Amferes en Euaimones, Mneseus en Autochthon, Elasippos en Mestor, Azaës en Diaprepes. Het eiland werd in tienen verdeeld en elke zoon heerste over een deel van het eiland. 
Atlas' tweelingbroer kreeg "de punt van het eiland als deel, de nabij de Zuilen van Herakles gelegen streek die tegenwoordig Gadirië heet. Hij werd in het Grieks Eumelos genoemd, maar in de taal van het land is dat Gadeiros, en daaraan kan de streek z'n naam te danken hebben."
Atlas heerste over hen allen als koning. Ze werden door hun oudste zonen opgevolgd. Hun gouden beelden stonden om de tempel van Poseidon. 

#### Tempel van Poseidon
De tempel was tweehonderd meter lang, negentig meter breed, met zilver aan de buitenkant bekleed en had gouden tinnen op het dak. Van binnen was de zoldering van ivoor met goud, zilver en bergkoper versierd. Het gouden beeld van de god Poseidon raakte met zijn kruin de zoldering, zo groot was het. Hij stond op zijn wagen die door zes gevleugelde paarden werd getrokken. Honderd Nereïden op dolfijnen stonden eromheen. In de tempel stond een zuil van bergkoper, waarop de wetten en de eed stonden geschreven. Om de vijf en zes jaar kwamen de koningen in de tempel bijeen om een stier te offeren en recht te spreken.

#### Verdorven nageslacht
"Maar toen het goddelijke deel in hen aan kracht begon in te boeten door de veelvuldige menging met allerlei sterfelijks, en de menselijke aard de overhand kreeg, konden ze de weelde niet meer aan en verloren ze hun fatsoen. Voor wie zien kon, was het duidelijk hoe afstotend ze waren nu ze hun mooiste kostbaarheden kwijtraakten. Voor degenen die niet konden zien wat het ware, voorspoedige leven is, leken ze juist op dit moment, nu ze gevuld waren met onrechtvaardige hebzucht en macht, op hun mooist en gelukkigst! Maar toen Zeus, god van de goden, koning bij de wet, die zulke dingen wél kan zien, merkte dat een voortreffelijk geslacht sterk in verval raakte, besloot hij hen te straffen."

## De ligging van Atlantis

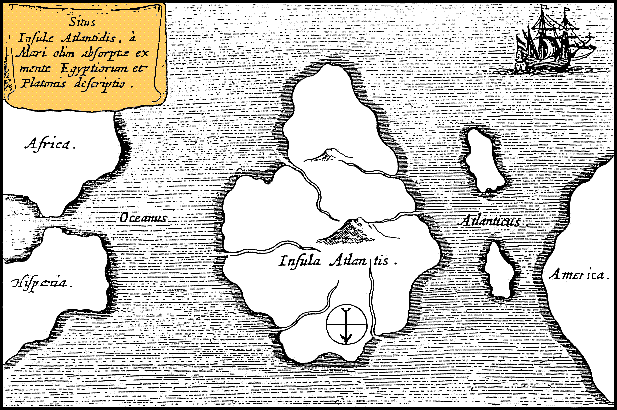
Een kaart van Atlantis uitgegeven door Athanasius Kircher (Amsterdam, 1665). Hier is het noorden onder en het zuiden boven. Links zijn Spanje en Afrika nog zichtbaar en rechts Amerika.

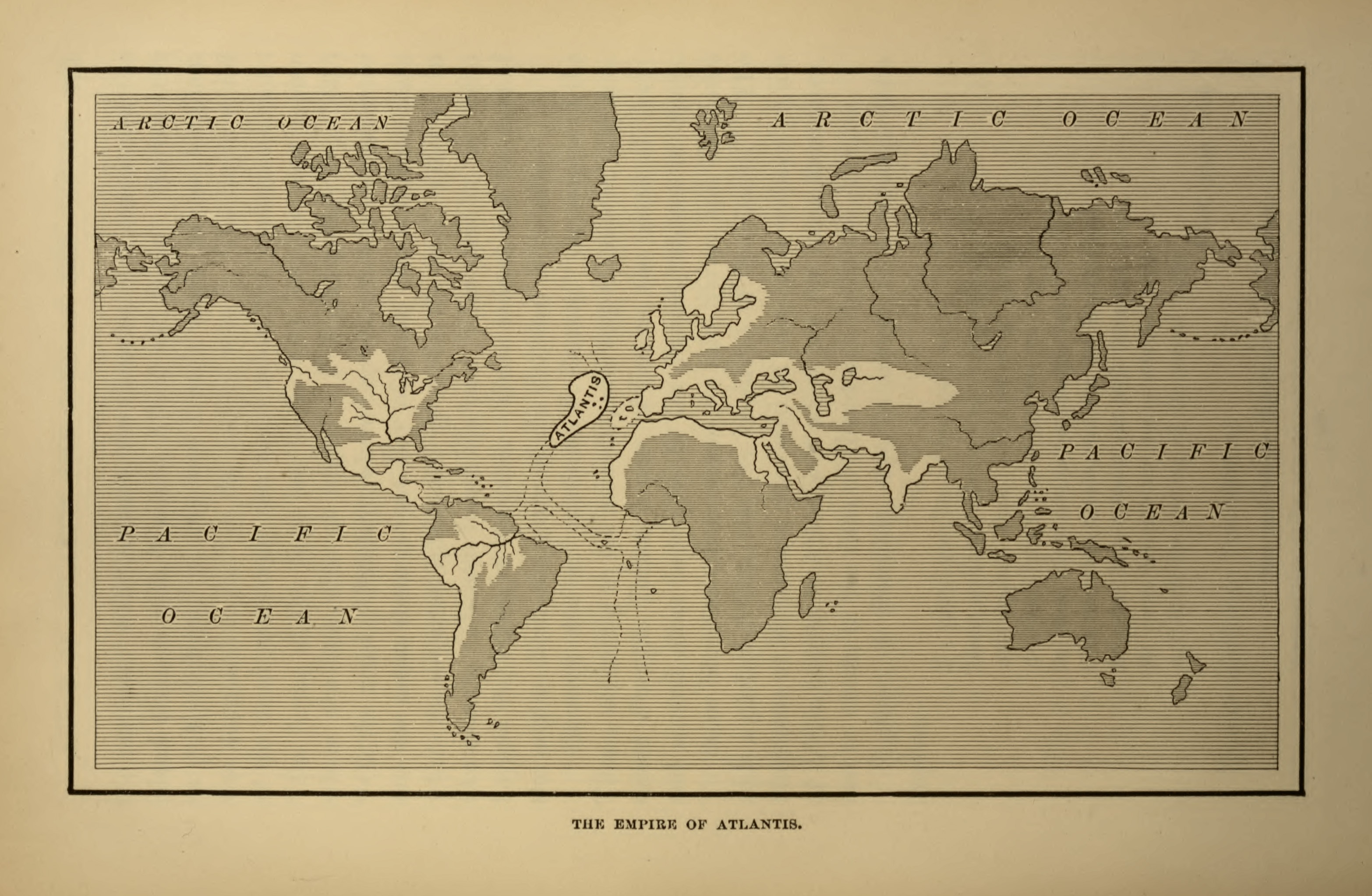
Een kaart van de plaats waar Atlantis volgens de meeste theorieën gelegen zou hebben: mét de Azoren midden in de Atlantische Oceaan. Ook aangegeven de invloedssferen van Atlantis op de omringende continenten, althans volgens Ignatius Donnelly. Gepubliceerd in het boek van Ignatius Donnelly Atlantis: The Antediluvian World (New York, 1882). De aangegeven Mid-Atlantische Rug was pas ontdekt door de Challenger-expeditie (1872-1876). Ook is op de kaart de onderwater rug weergegeven, die mogelijk Madeira met de kust van Portugal verbond, ontdekt door het schip de Gettysburg.

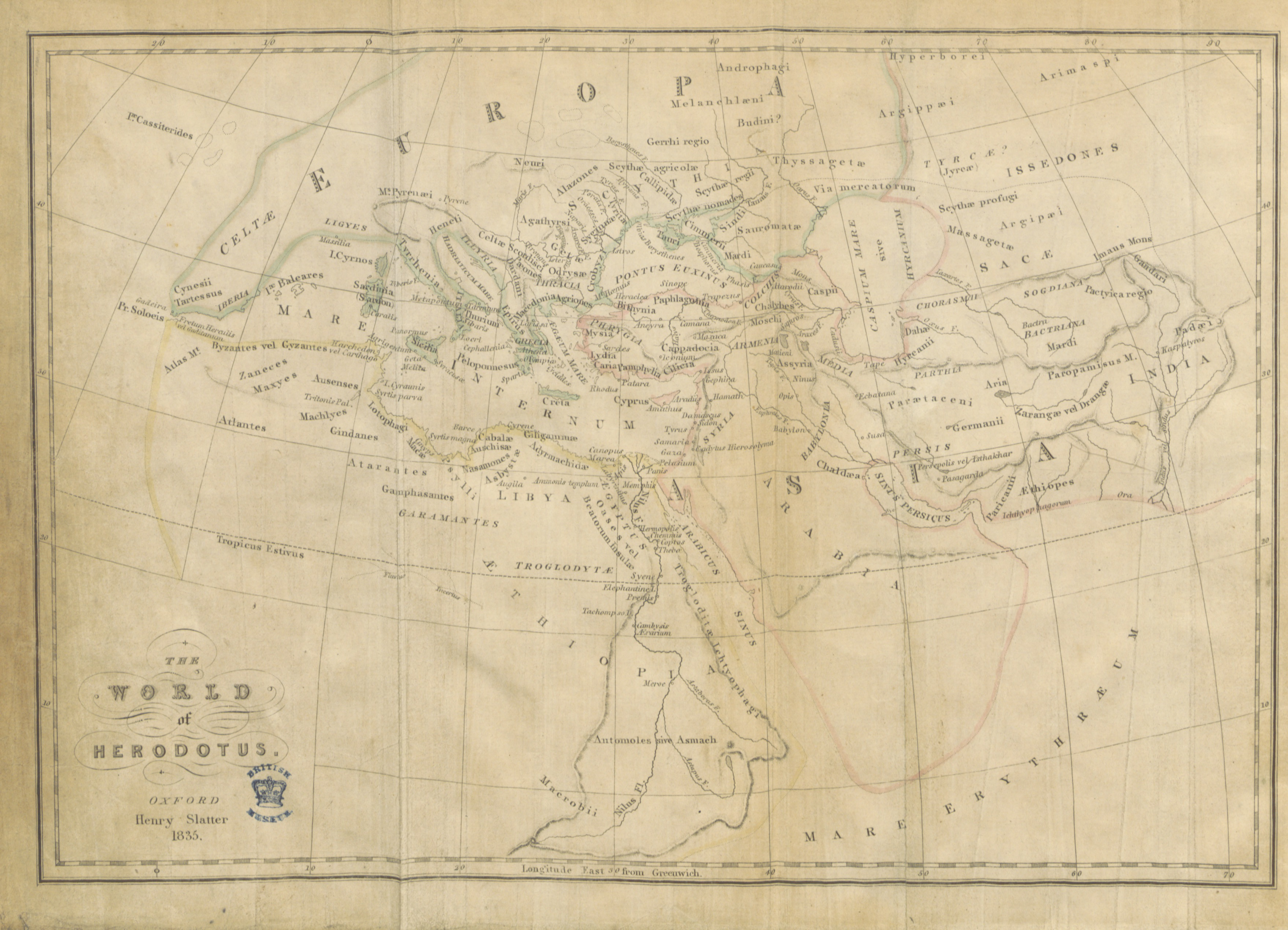
De wereld zoals die er volgens Herodotus uitzag, met links in Noordwest-Afrika de aanduiding "Atlantes".

Door de jaren heen zijn er talloze ideeën over de ligging van Atlantis verschenen. Geen enkel idee kan als een wetenschappelijke theorie worden beschouwd: goede onderbouwing ontbreekt altijd. Er is wel beweerd dat Atlantis gevonden zou zijn in de buurt van de Azoren, Amerika, Scandinavië, de Noordzee, Malta, Thera, de Britse Eilanden, het eiland Cuba, Zuid-Spanje, Kreta, Cyprus, Santorini, de Canarische Eilanden en Antarctica. Ook worden wel Egypte, Indonesië, Madagaskar, Mauritanië en Australië genoemd als mogelijke plaatsen van Atlantis.

### Antarctica
Men beweerde (in 1966 gepubliceerd door prof. dr. Charles Hapgood in zijn boek Maps of the Ancient Sea Kings) dat Antarctica de plaats is waar het vroegere Atlantis zou hebben gelegen. Deze veronderstelling zou worden ondersteund door het idee dat op een aantal middeleeuwse wereldkaarten (de 'wereld' voor zover bekend in die tijd) Antarctica nauwkeurig staat getekend, terwijl men het bestaan ervan nog niet eens kende. De bekendste hiervan is de Piri Reis-kaart uit 1513. Op deze kaart lijkt volgens sommigen Antarctica nauwkeurig getekend te zijn zoals het er onder de gigantische ijskap uit zou zien. De meeste wetenschappers zien echter geen Antarctica op deze kaart maar alleen de doorgetekende kust van Zuid-Amerika. Cartografen uit die tijd, zo luidt de hypothese, moeten de 'kennis' van Antarctica van nog veel oudere kaarten hebben overgenomen. Kaarten die verloren zouden zijn gegaan. Er moet volgens dit idee een volk zijn geweest dat in een periode lang vóór het begin van de Middeleeuwen kennis had van de eilanden van Antarctica. Dit zou dan tijdens de laatste ijstijd zijn geweest, toen een groot deel van het noordelijke halfrond onder een dikke ijskap lag. Sommige delen van Antarctica zouden juist een zachter klimaat gehad hebben. Men dacht dat er toen een volk leefde dat de zeeën rond Antarctica bevoer of er misschien zelfs woonde. Het jaartal van 9600 v.Chr. waarin volgens Plato dit volk verdween ("9000 jaar vóór de tijd van Solon"), ligt ook dicht in de buurt van het einde van de laatste ijstijd, zo'n 11.000 jaar geleden.
Een andere veronderstelling over de verdwijning van Atlantis gaat uit van een verschuiving van de aardkorst, waarbij Antarctica opgeschoven zou zijn in de richting van de zuidpool en daardoor binnen korte tijd met een ijslaag bedekt werd. Geen van deze ideeën vinden ondersteuning in de geologische wetenschap.

### Azoren
Volgens weer een ander idee zou het rijk Atlantis gevormd zijn geweest door een keten van kleine eilanden en bergruggen in het midden van de Atlantische Oceaan, die geografisch de Oude (Europa en Afrika) en Nieuwe Wereld (Amerika) verbonden, met uitlopers aan weerszijden van de Oceaan. Alleen de Azoren en de Canarische Eilanden zouden als toppen van de Mid-Atlantische Rug na de ramp boven de zeespiegel overgebleven zijn. Op deze eilanden zijn resten van een oude, hoge beschaving aangetroffen. 
Op de Azoren zijn sporen van een megalithische beschaving ontdekt. Er zijn ook prehistorische rotstekeningen gevonden. Bij Monte Brasil op Terceira zijn hypogea (ondergrondse tempels of tomben) gevonden; in Sao Bras bevinden zich diepe stenen 'karresporen'. Op Terceira ontdekte Antonieta Costa dolmens. In het gebied Madalena op Pico staan piramiden. Volgens Donnelly, de auteur van het 19e-eeuwse 'standaardwerk' over Atlantis maakten de Azoren deel uit van Atlantis.
Het klopt dat de dunne oceaanbodem in de buurt van de Azoren, evenals de overige delen van de Mid-Atlantische Rug, een vulkanische stoorzone is.

### Canarische Eilanden

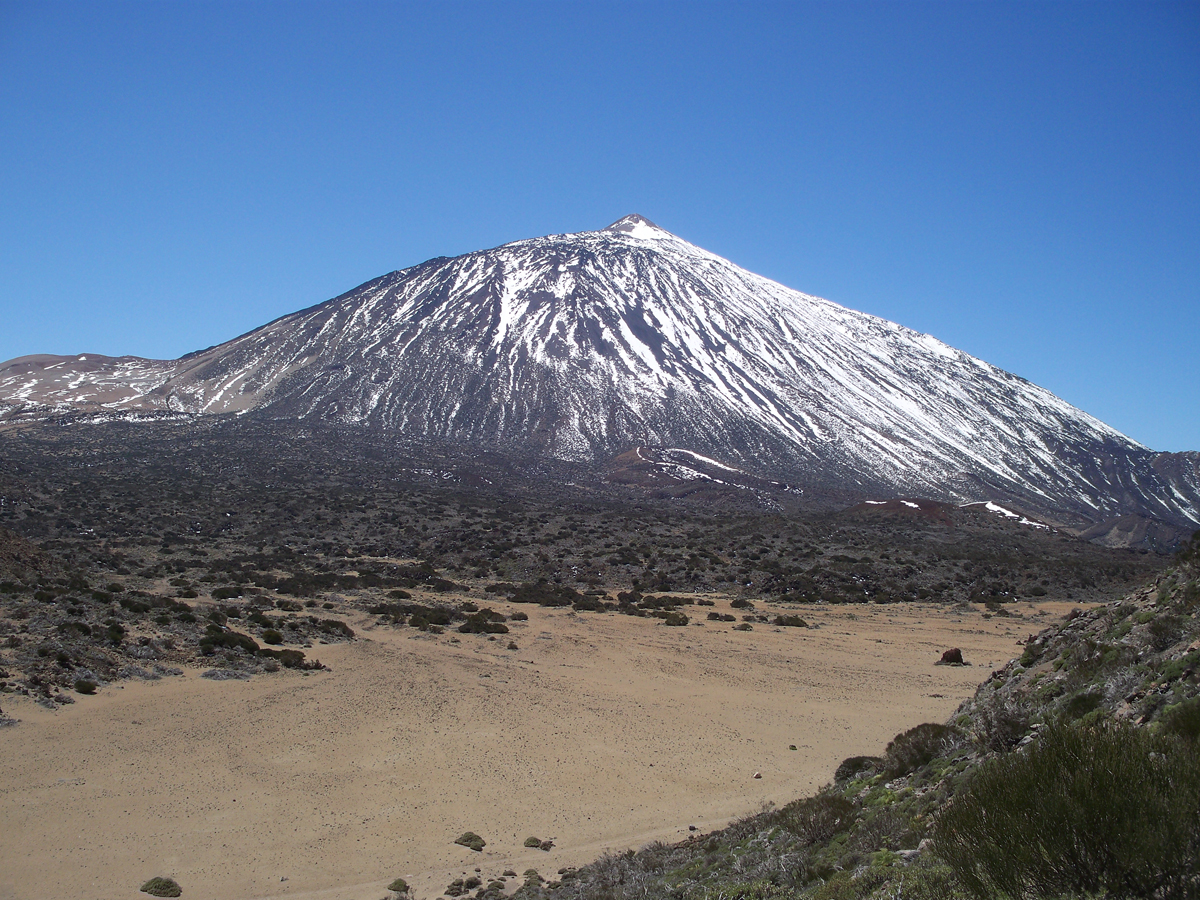
Pico el Teide, de hoogste berg en tevens vulkaan van Tenerife vanuit het noorden

Op de Canarische eilanden zijn piramiden en mummies gevonden. Volgens de autochthone Guanchen waren er meer piramiden (morras, majanos, molleros of paredones) op het eiland Tenerife, maar werden ze later gebruikt als bouwmateriaal.
Volgens de vroegere schrijvers, zoals Homeros en Hesiodos, werd met de berg Atlas de Piek van Tenerife bedoeld, waar ze enige kennis van hadden uit Phoenicische bronnen. De latere schrijvers, onbekend met de Westerse Oceaan, plaatsten Atlas in Afrika, eerst als een berg, later als een bergketen. Volgens Herodotos, die tussen hen in staat, noemden de bewoners van het gebied de berg, waarvan de top altijd in wolken gehuld was, de 'Hemelzuil' en ontleenden ze er hun naam, Atlanten, aan (Historiën, IV, 184). Mogelijk schreef Herodotos over een oostelijke uitloper van de bergketen.
'Dit gebied [de vlakte] lag, ten opzichte van de rest van het eiland, naar het zuiden toegekeerd en was beschut tegen de noordenwinden. Men blééf indertijd de lof van de omringende bergen zingen. Zo veel! Zo hoog! Zo mooi! Ze zouden alles overtreffen wat we tegenwoordig hebben. Er waren in die bergen veel dorpen waar heel wat mensen woonden. Er waren rivieren, meren en weiden waar de tamme en wilde dieren genoeg te eten vonden. En er waren bossen, zo rijk en met zoveel soorten dat ze volop hout leverden voor werkelijk alle behoeften.' (Plato, Kritias, 118B)

### Zuid-Spanje
In een programma van National Geographic, Atlantis Rising:Cutdown uit 2016 wordt geconcludeerd dat dat het moerasgebied in het zuiden van Spanje (nationaal park Donana) weleens de plaats kan zijn waar Atlantis zich bevond. Op zee heeft men vele ankers uit de Bronstijd (ca. 3000 - 800 v. Chr.) gevonden die erop kunnen wijzen dat hier de ankerplaats was voordat men de hoofdstad van Atlantis invoer. Daarnaast heeft men landinwaarts een oude concentrische tempel gevonden met een diepe waterput in het midden ter ere van Poseidon. Het concentrische bouwwerk doet sterk denken aan de drie ringen waaruit Atlantis bestond (aldus Plato). Echter, steevast bewijs is tot op heden niet gevonden. Volgens archeoloog Richard Freund is Donana de plek van Tartessos, het bijbelse Tarshish én Atlantis.

### Mauritanië
Sommigen werden ertoe gebracht te vermoeden dat Atlantis in de Westelijke Sahara van Noord-Afrika zou liggen, in het gebied dat nu overeenkomt met Mauritanië. De Richatstructuur daar, een grote cirkelvormige steenafzetting met een diameter van ca. 23 km, heeft er de schijn van dat het door een oudere beschaving gebruikt is om er een nederzetting op te bouwen. De vorm van de structuur voldoet exact aan de beschrijving door Plato. Op satellietfoto's zijn door mensenhanden gemaakte structuren te zien, zoals een rechthoekig bouwwerk dat muren had van 50-70 meter lengte in de binnenste cirkel. Onderzoek moet uitwijzen in welke tijdsperiode deze structuren zijn gemaakt. Opmerkelijk is wel dat bewoners in de directe omgeving skeletten van vissen hebben aangetroffen, hetgeen een aanwijzing is dat hier vroeger water was.

## Kritiek vanuit de geologie
Uit geologische gegevens is duidelijk dat Antarctica minimaal sinds het Mioceen en waarschijnlijk al sinds het Onder Oligoceen ononderbroken en volledig onder een dikke ijskap gelegen heeft. Dat betekent dat van enige bewoonbaarheid van dit continent sinds enkele tientallen miljoenen jaren geen sprake kan zijn geweest.
Een verschuiving van Antarctica in de richting van de Zuidpool zou op Antarctica waarneembaar moeten zijn als een verplaatsing van de magnetische Noordpool, dat wil zeggen als een richtingsverandering van het aardmagnetisch veld. Dergelijke veranderingen worden namelijk vastgelegd in het paleomagnetisme van gesteenten. Van dit paleomagnetisme kan de richting, en daarmee dus de ligging van het continent op het moment van het vastleggen, gemeten worden. Dergelijke wijzigingen hebben zich inderdaad voorgedaan. Dit vond echter reeds plaats tijdens het Oligoceen (vandaar het begin van de verrijzing tijdens die geologische periode) en de snelheid waarmee dat plaatsvond lag in de orde van enkele centimeters per jaar. Snelle veranderingen in de richting van het paleomagnetisme op Antarctica, wijzend op dramatische gevolgen, hebben tijdens het Weichselien en het Holoceen niet plaatsgevonden. En zoals gezegd zijn er helemaal geen continentverplaatsingen met snelheden zoals die hier vereist zijn bekend.
De Mid-Atlantische Rug loopt door het midden van de Atlantische Oceaan en heeft slechts enkele zijtakken. Er zijn geen geologische aanwijzingen in de oceaanbodem gevonden dat in geologisch recente tijd deze zijtakken groter zouden zijn geweest of meer dan nu het geval is boven water uit kwamen en de Amerikaanse en Europese continenten, eventueel met een eilandenreeks, hebben verbonden.
Een catastrofale gebeurtenis (bijvoorbeeld een zeebeving) in de omgeving van de Azoren waarbij veel land onder water zou verdwenen zijn, zou geologische sporen hebben achtergelaten. De oceaanbodem rond de Azoren is betrekkelijk goed onderzocht maar sporen op de zeebodem zijn niet gevonden. Ook naar de sporen die een tsunami in de zeebodem of in de overspoelde gebieden op het land zou hebben achtergelaten werd goed gezocht, maar werden niet gevonden.
Rampzalige vulkaanuitbarstingen hebben tijdens de klassieke oudheid in het Middellandse Zeegebied wel plaatsgevonden. Daarbij zijn ook tsunami's opgetreden. Mogelijkerwijs is de Minoïsche beschaving op Kreta ten gevolge van de vulkaanuitbarsting op Santorini weggevaagd. Zo ontdekte de archeoloog Spyridon Marinatos in 1967 de Minoïsche havenstad Akrotiri onder een laag vulkaanas op Santorini. Deze gebeurtenissen vallen echter buiten de Atlantismythe, aangezien Atlantis 'voorbij de Zuilen van Herakles' gelegen zou zijn, dat wil zeggen buiten de Middellandse Zee. Of het moet zo zijn dat Plato met de Zuilen van Herakles toch iets anders bedoelde dan men altijd aanneemt.
De zeespiegelstijging aan het begin van het Holoceen (11.700 jaar geleden tot nu) verliep aanvankelijk razendsnel. Zo liep het droogliggende Noordzeegebied binnen een periode van enkele mensenlevens grotendeels vol. Dit gold voor alle gebieden die nu overspoeld zijn met een randzee tot ongeveer 120 meter waterdiepte. Toen de stijging als gevolg van het smelten van de ijskappen eenmaal goed op gang was gekomen, was het in dergelijke gebieden niet mogelijk om nederzettingen, zo die al bestonden, langdurig te handhaven: men zou binnen een mensenleven verscheidene keren hebben moeten verhuizen. Hoewel deze 'gebeurtenis' ver voor de meeste beschavingen plaatsvond, is het, hoewel onwaarschijnlijk, toch niet geheel ondenkbaar dat de mythe van Atlantis (evenals alle zondvloedverhalen) op deze periode teruggaat.
De theorieën over het bestaan van Atlantis zijn uiteenlopend en omstreden. Geologische gegevens kunnen slechts algemene ondersteuning bieden. De snelle zeespiegelstijging aan het begin van het Holoceen kan een gedeeltelijke verklaring leveren, maar daarbij moet bedacht worden dat bij een lage zeespiegelstand ook een (zeer) koud klimaat hoort.

## De kennis van de Atlantiërs
Verschillende occulte groeperingen beroepen zich op kennis die door bemiddeling van een lange reeks ingewijden uit Atlantis tot ons gekomen zou zijn. Alle kennis en schatten van de Atlantiërs zouden in een schatkamer verborgen liggen. Deze kamer wordt vaak aangeduid als de Hall of records of Het heiligdom van Thoth. Sekten en geheime magische genootschappen zoals de tempeliers, rozenkruisers en vrijmetselaars beroemen en beroepen zich op deze afstamming. Sommige van deze scholen beweren zelfs de hele geschiedenis van Atlantis te hebben gereconstrueerd aan de hand van spirituele boodschappen. Edgar Cayce, een bekend 19e-eeuws Amerikaans helderziende, verklaarde in een visioen de hele geschiedenis van de mensheid vanaf Atlantis te hebben gezien. Atlantis zag hij als een hoogtechnologische beschaving, gebaseerd op de kracht van kristallen. Volgens hem wordt de kennis van Atlantis bewaard in een kamer die zich bevindt onder de voorpoten van de sfinx op het plateau van Gizeh in Egypte. Het bestaan van een kamer is door onderzoek bevestigd, maar de lokale autoriteiten hebben geen toestemming gegeven voor verder onderzoek. De ingenieur Robert Bauval heeft dit onderwerp uitvoerig behandeld in meerdere boeken.

## Atlantis in de literatuur
Crantor uit Soloi (ca. 340-275) schreef, voor zover bekend, het eerste commentaar op Plato's Timaios. Hij nam het verhaal letterlijk en zou in Egypte hiërogliefen hebben gevonden, die het verhaal woord voor woord bevestigden.
Plato's eerste versie van het verhaal over Atlantis inspireerde later veel auteurs zoals Francis Bacon, die in zijn wetenschaproman New Atlantis (1627) de ideale stad der geleerden beschrijft. 
De Zweed Olaus Rudbeck meende in zijn Atland eller Manheim (1679-1702) dat Zweden het verloren Atlantis is;
De Catalaanse dichter Verdaguer stelde zich Columbus voor, op zoek naar het verloren eiland (L'Atlàntida, 1877). 
De advocaat, politicus en schrijver Ignatius Donnelly (1831-1901) publiceerde in 1882 Atlantis: The Antediluvian World, waarin hij onder meer onderzoek naar de oude Maya-beschaving citeerde door Charles Étienne Brasseur de Bourbourg en Augustus Le Plongeon. Volgens Donnelly maakten de Azoren deel uit van Atlantis en was Atlantis het thuisland van het Arische ras, waarvan Ieren afstammelingen waren (zijn vader was een immigrant uit Ierland). Donnelly citeerde Humboldts en Boeckhs citaat van Proclus' scholia:
De historici die spreken van de eilanden van de buitenzee vertellen ons dat er in hun tijd zeven eilanden waren gewijd aan Proserpina, en drie andere van enorme omvang, waarvan het eerste gewijd was aan Pluto, het tweede aan Ammon en het derde aan Neptunus [Grieks: Poseidon]. De inwoners van het laatste hadden een herinnering bewaard (overgeleverd door hun voorouders) aan het eiland van Atlantis, dat buitengewoon groot was, en gedurende lange tijd regeerde over alle eilanden van de Atlantische Oceaan. Atlantis was ook gewijd aan Neptunus.
In het theosofische boek De Geheime Leer (1888) stelde Helena Blavatsky dat het continent Atlantis voortkwam uit het Atlantische deel van het hypothetische continent Lemurië, dat het in twee stukken brak (Ruta en Daitya) en daarna in zeven eilanden, waarvan het laatste het eiland van Plato of Poseidonis was, dat in het 10e millennium v. Chr. verging. Ruta zou 850.000 jaar geleden zijn verdwenen en Daitya 270.000 jaar geleden. Ze verbond Atlantis met de mythen van Atlas, zijn zeven dochters en Niobe, maar ook met de Chinese mythe van Maligasima, de hindoeïstische mythe van Vaivasvata Manu en zag in het hindoeïstische Sancha dwipa Plato's Atlantis en wel in het gebied van de huidige Canarische eilanden. De Guanchen waren volgens haar directe afstammelingen van de Atlantiërs, net als de Europese paleolithische bewoners. Na Blavatsky's overlijden schreef de theosoof William Scott-Elliot, met medewerking van Leadbeater, een boek over Lemurië en Atlantis.
Atlantis speelt ook een belangrijke rol in de antroposofie van Rudolf Steiner en werd in dezelfde tijd gebruikt/misbruikt in het nationaalsocialisme (nazisme) in Duitsland. 
Pierre Benoits klassieker Atlantis (1919) speelt zich af in het Noord-Afrikaanse Hoggar.
J.R.R. Tolkien schrijft in zijn verhalen over een Númenor. Númenor is een eiland, ver in de Grote Zee, dichter bij de Onsterfelijke Landen dan bij Midden-Aarde, maar de bewoners worden hoogmoedig en keren zich van het rechte pad af. Uiteindelijk vallen ze de Onsterfelijke Landen binnen waarop het eiland vernietigd wordt, en enkel een handjevol getrouwen, die wel eerlijk bleven, weet te ontkomen. Het is mogelijk dat Númenor gebaseerd is op Atlantis.
In de roman Atlas in staking (Atlas Shrugged) van Ayn Rand (1957), nemen de stakers hun toevlucht tot een afgeschermde vallei in de Rocky Mountains die ze Atlantis noemen.

### Citaat
Wil je dan luisteren, Sokrates, naar dit gekke verhaal dat toch volkomen waar is, zoals Solon, de uitblinker van de zeven Wijzen, eens heeft gezegd.

## Atlantis in de populaire cultuur
De mythe van Atlantis zorgt ook voor veel stof in diverse populaire verhalen. De Rode Ridder bezoekt Atlantis in Reis naar Atlantis (1997) en Magiërs van Atlantis (1997). In diverse stripverhalen (onder andere Suske en Wiske: Het statige standbeeld (1979), Blake en Mortimer: Het Raadsel van Atlantis (1955)) wordt het gezien als een beschaving die naar een andere planeet is gevlucht en ver boven onze aardse beschavingen uitstijgt. Asterix en Obelix maakten een reis naar Atlantis in De beproeving van Obelix (1996).
In de boeken van Marion Zimmer Bradley (onder andere Nevelen van Avalon) komen de voorouders van de priesters en priesteressen van Avalon van Atlantis voor.
In het boek De Bende van Venus geschreven door jeugdauteur Bjorn Van den Eynde wordt ook de zoektocht naar het verloren Atlantis beschreven. Twee personages zijn ervan overtuigd dat ze afstammen van de inwoners van het beroemde Atlantis.
Ook in de muziek komt het verhaal van Atlantis regelmatig terug. Atlantis was een single uit 1968 van de Britse zanger Donovan. Atlantide was een album uit 1972 van de Brits-Italiaanse rockgroep The Trip en Atlantis was ook een lied uit  1987 van Tom Hooker. De Italiaanse zanger Franco Battiato werd door de mythe van Atlantis geïnspireerd voor het lied Atlantide, dat verscheen op het album Caffè de la Paix (1993).
LucasArts heeft het computerspel Indiana Jones and the Fate of Atlantis (Het Lot van Atlantis) gemaakt. In het spel moet Indiana Jones het rijk Atlantis vinden voordat de nazi's dat doen, om zo een Atlantisch mineraal orichalcum te vinden. De naam van een personage uit het spel, Sophia Hapgood, is een verwijzing naar Prof. Charles Hapgood die een bekende theorie over Atlantis heeft opgesteld (zie de sectie over de ligging van Atlantis).
Cryo Interactive en DreamCatcher Interactive ontwikkelden het fantasy adventure computerspel Atlantis: De verloren Legende (origineel: Atlantis: The Lost Tales). Het is het eerste deel in een serie die lijkt op Myst. Het spel wordt opgevolgd door Atlantis II (Beyond Atlantis buiten Europa), Atlantis III: The New World, Atlantis Evolution en The Secrets of Atlantis: The Sacred Legacy.
In de televisieserie Stargate Atlantis, een spin-off van Stargate SG-1, speelt de mythe van Atlantis een belangrijke rol. In de serie is Atlantis een drijvende stad met geavanceerde technologie (met de mogelijkheid in het water te zinken). Atlantis bevindt zich, in tegenstelling tot de meeste verhalen, niet meer op aarde, maar vertrok naar een planeet in het Pegasus-sterrenstelsel. De bewoners evacueerden de stad later wegens een oorlog en vertelden hun verhaal aan de Aardse bevolking.
Ook pretparken worden geïnspireerd door Atlantis. Zo had het pretpark Phantasialand in Duitsland een soort simulator met de naam 'Race For Atlantis'. Hierin wordt de ondergang van Atlantis uitgebeeld. In tegenstelling tot de meeste andere verhalen is hier Atlantis in de lucht gelegen en aan het eind explodeert Atlantis.
De speelgoedfabrikant LEGO verkoopt onder de naam Atlantis ook een aantal producten die geïnspireerd zijn op het verhaal over het legendarische eiland en zo zijn er wel meer commerciële producten die gebruikmaken van de bekendheid van de naam.
In een aflevering van de tekenfilmserie Alfred J. Kwak wordt verteld dat dodo's "heel bijzondere glasblazers" waren. Toen de aarde volledig dreigde te overstromen, maakten zij gigantische glazen bollen om zich in te verbergen. Na een storm werden die glazen bollen de zee opgeblazen. Die zonken naar de bodem en zo ontstond Atlantis.
In een aflevering van de tekenfilmserie Phineas en Ferb gaan Phineas en zijn broer Ferb Atlantis opzoeken. Met liedjes maken ze duidelijk wat Atlantis is. Ze proberen Atlantis weer naar boven te halen met ballonnen met helium en dat lukt voor een deel, maar een tijdje later zinkt het weer.
In 1993 maken de Amerikaanse technoproducers Jeff Mills en Robert Hood het album Atlantis voor hun X-103-project.